# 立石公園 (横須賀市)
立石公園（たていしこうえん）は、神奈川県横須賀市秋谷にある都市公園（風致公園）である。海と国道134号に挟まれた公園で、面積は狭く目立った施設は特にないが、立石（たていし）や相模湾が望める景勝地として有名であるため訪れる人は多い。

## 概要
立石（たていし）は、三浦半島の秋谷海岸に突き出した高さ12メートル、周囲約30メートルの天然の巨岩である。背後の相模湾はもちろん、条件がそろえば丹沢山地や富士山も見渡せるため、この土地は古くから景勝地として知られる。歌川広重が「相州三浦秋屋の里」を描いたことでも有名である。

## 交通・周辺施設
- JR横須賀線逗子駅・京急逗子線逗子・葉山駅から京浜急行バス「立石バス停」下車。
- 神奈川県営立石駐車場（普通車62台収容可能）がある。国道134号沿いの駐車場だが入口が狭いため大型車の駐車は不可。
- 湘南国際村
- 大楠山
- 前田川
- 子安の里
- 子産石

## ギャラリー

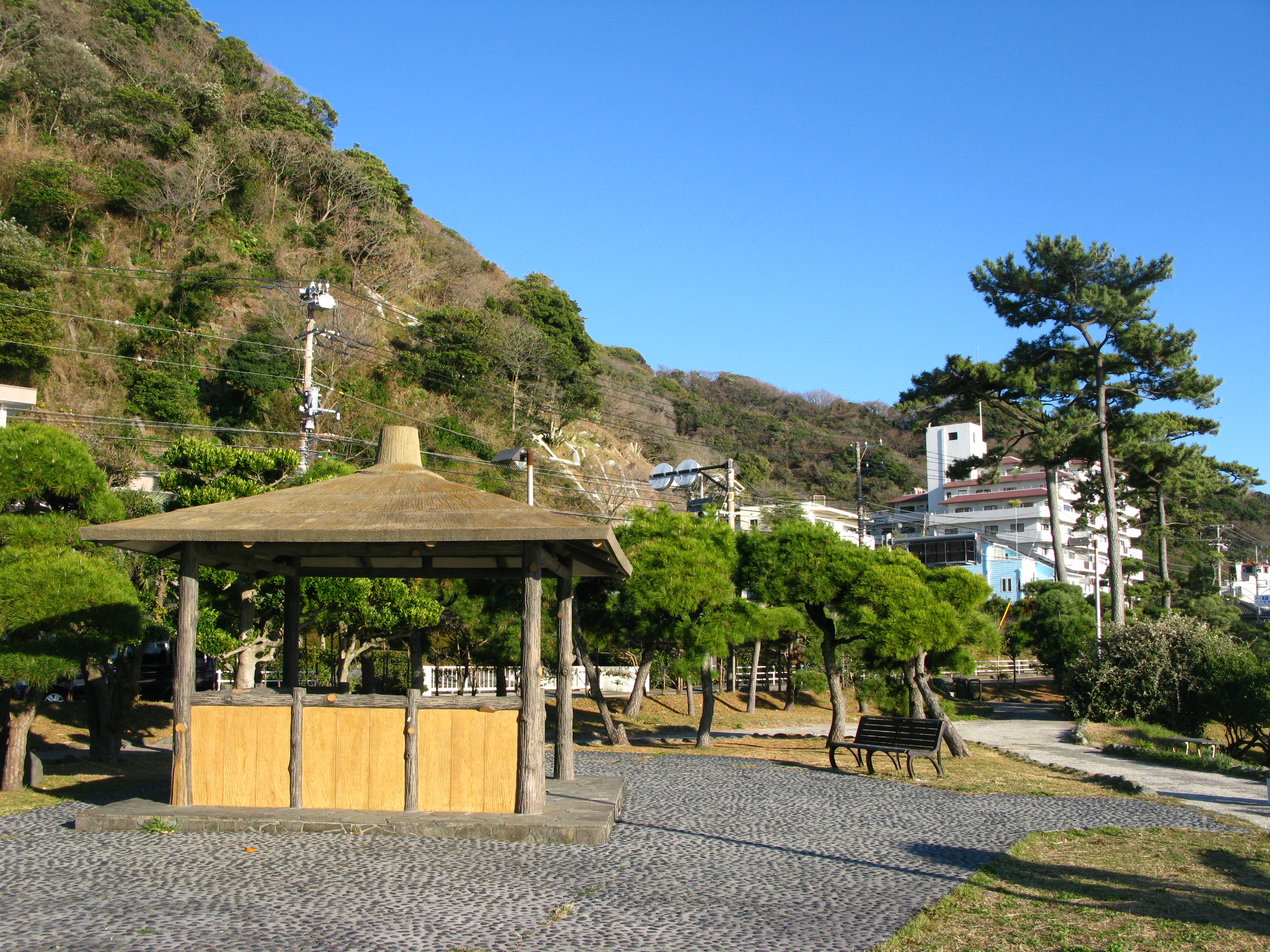
園内にある木製を模した休憩施設
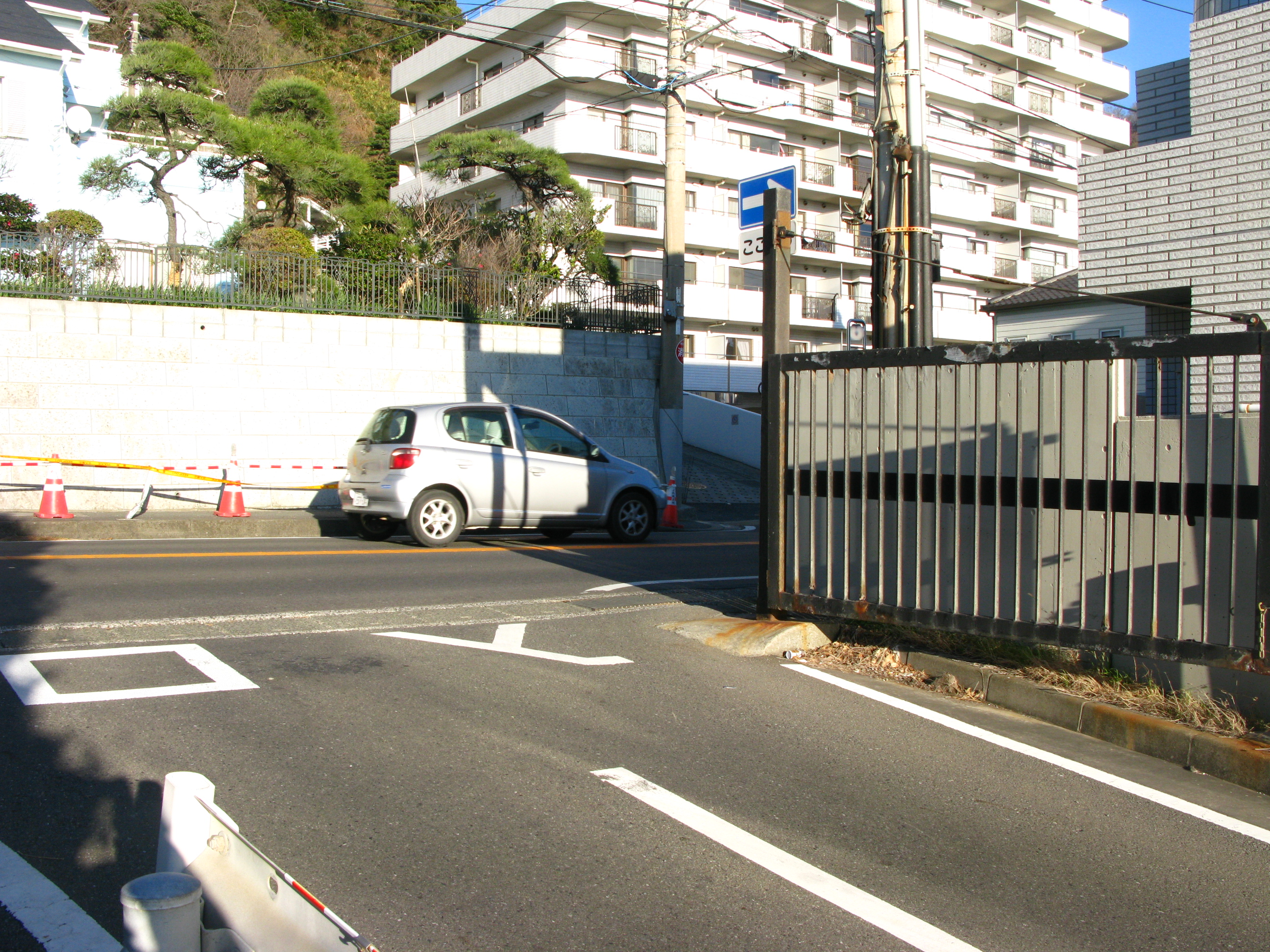
海水浴シーズン時の夜間滞泊は禁止のため、入り口にゲートが設けられている
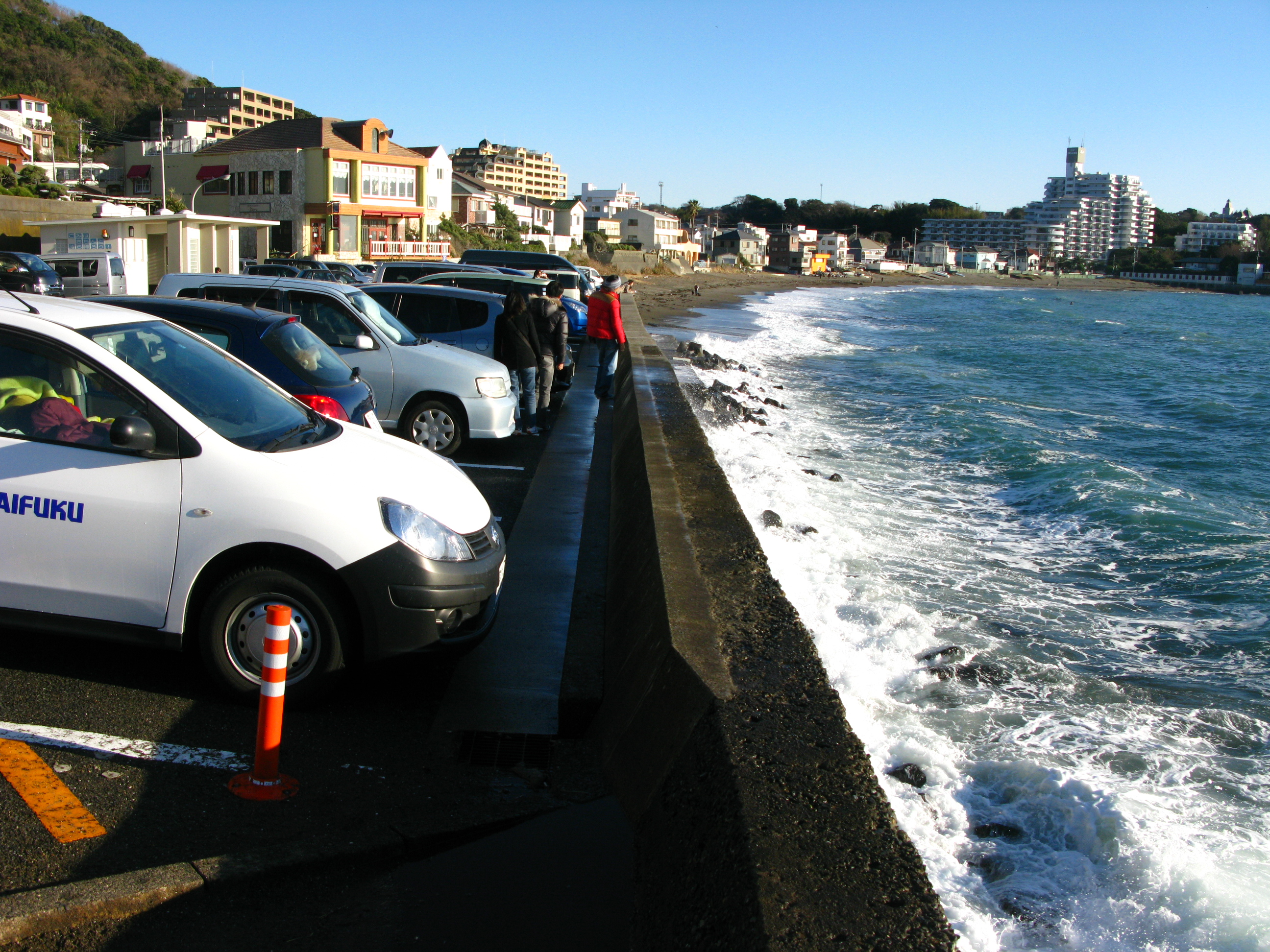
波が高い時は駐車場が波をかぶるため、塩害に注意して駐車する必要がある
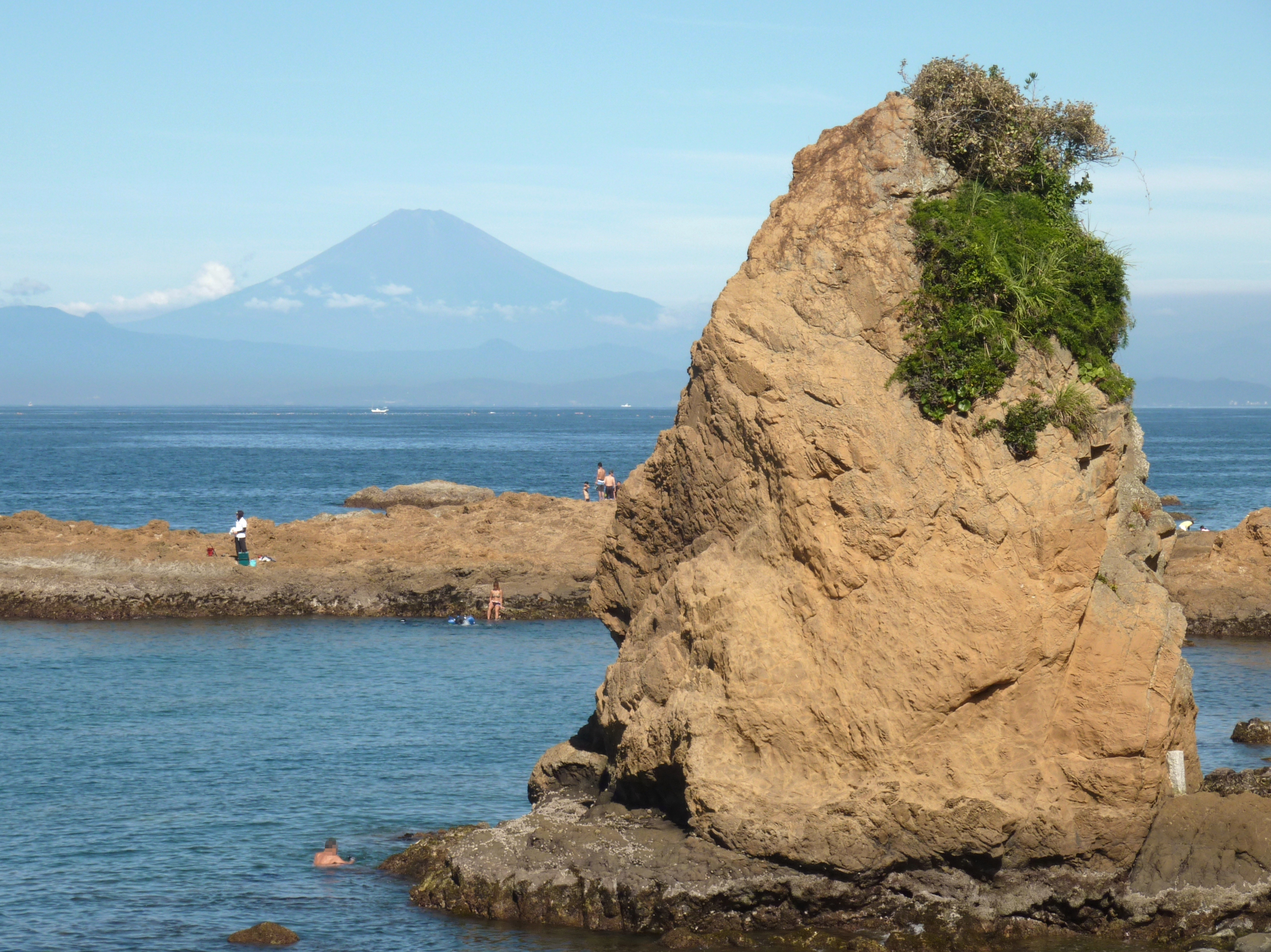
駐車場から見た立石と富士山
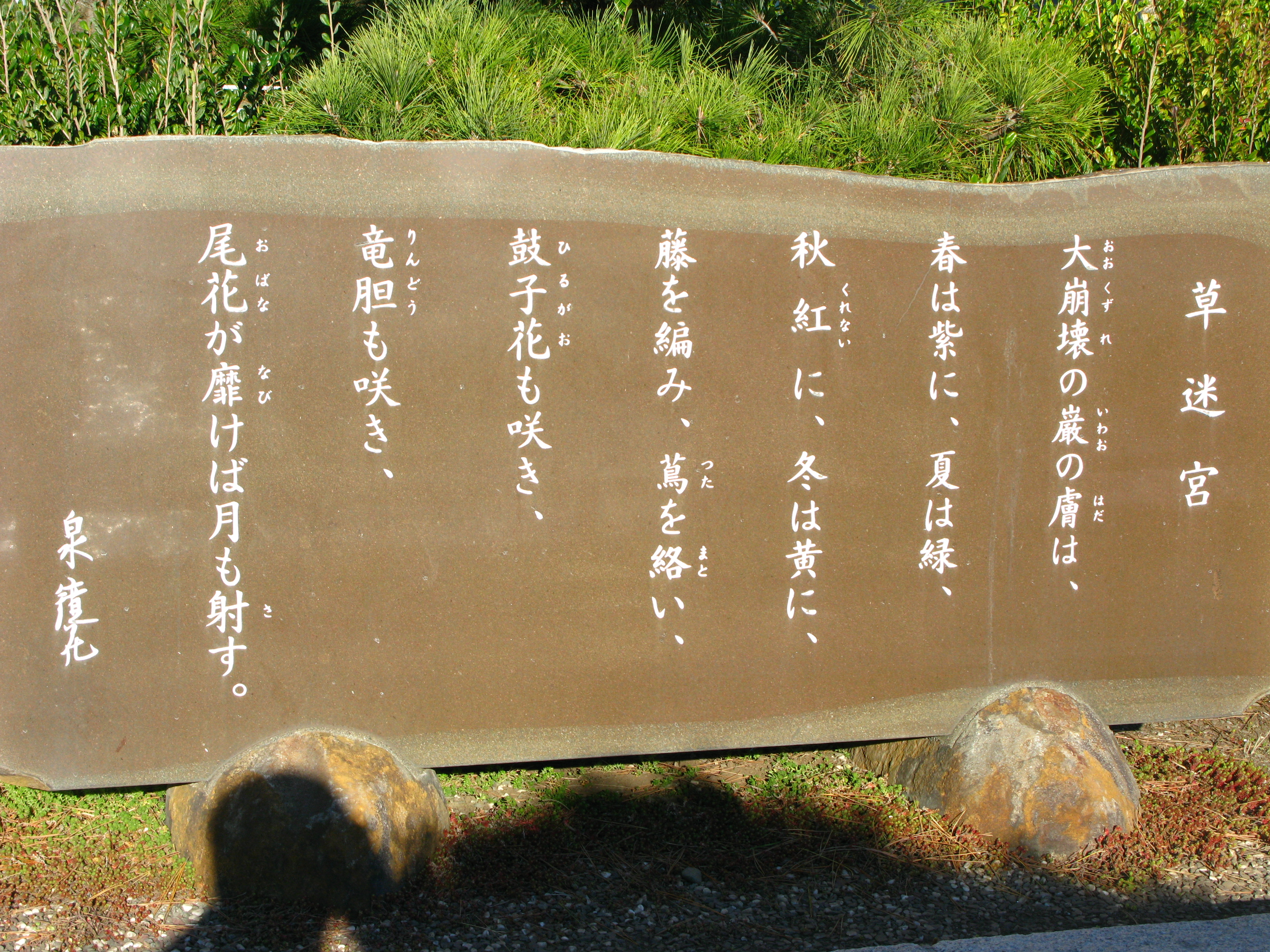
園内にある泉鏡花の詩文碑
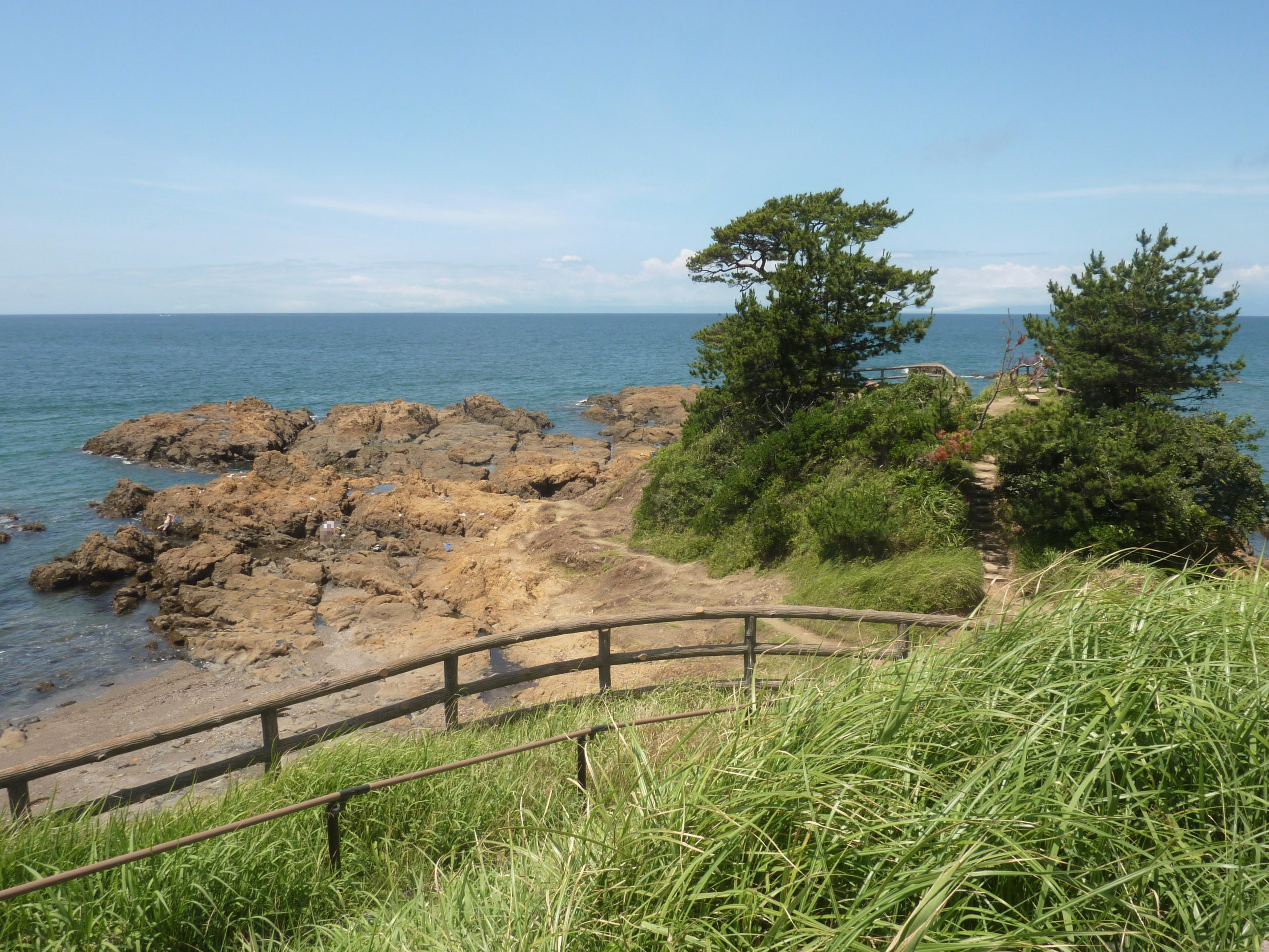
「梵天の鼻」と呼ばれる磯場
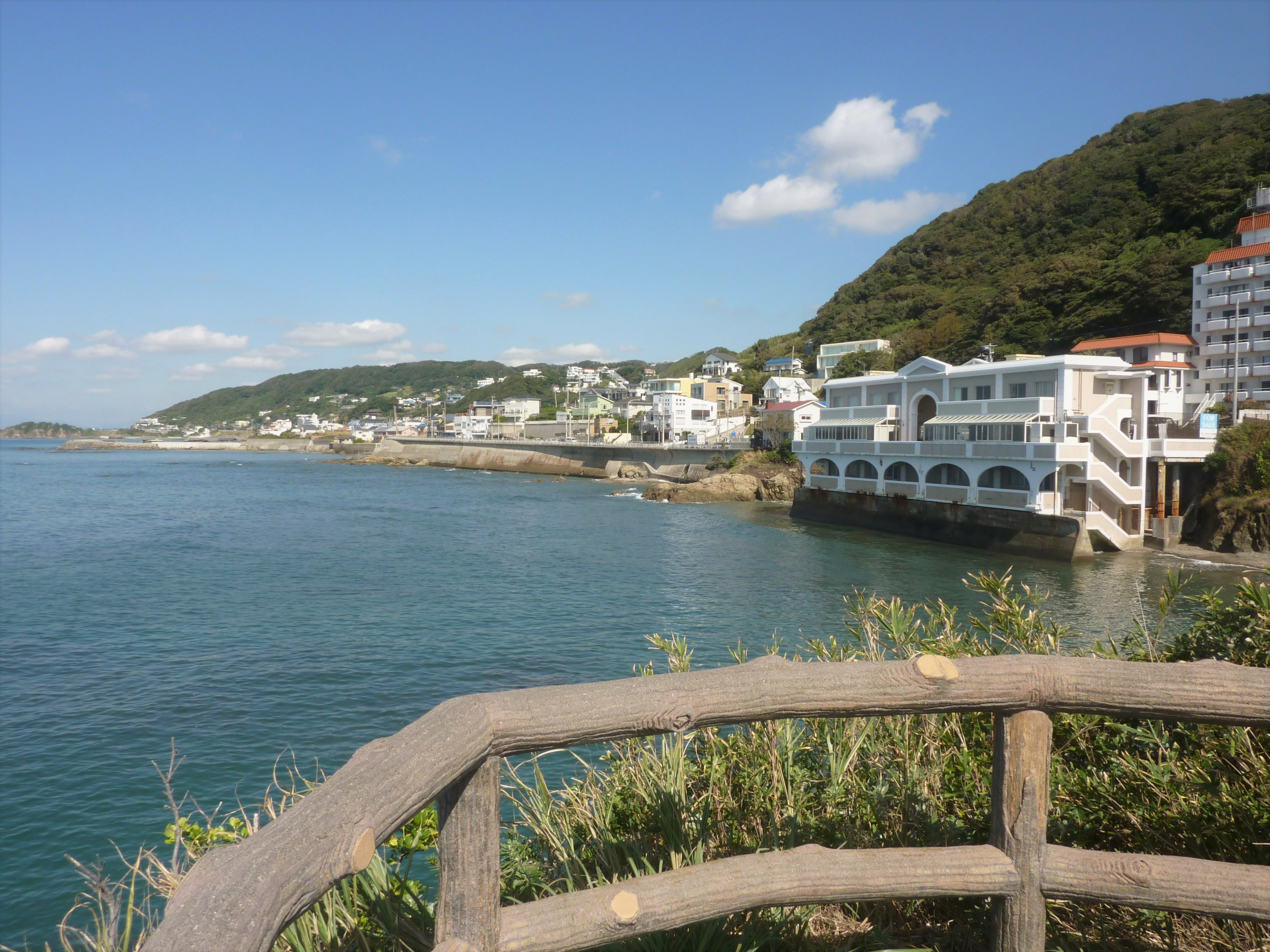
梵天の鼻から北側の海岸線を望む
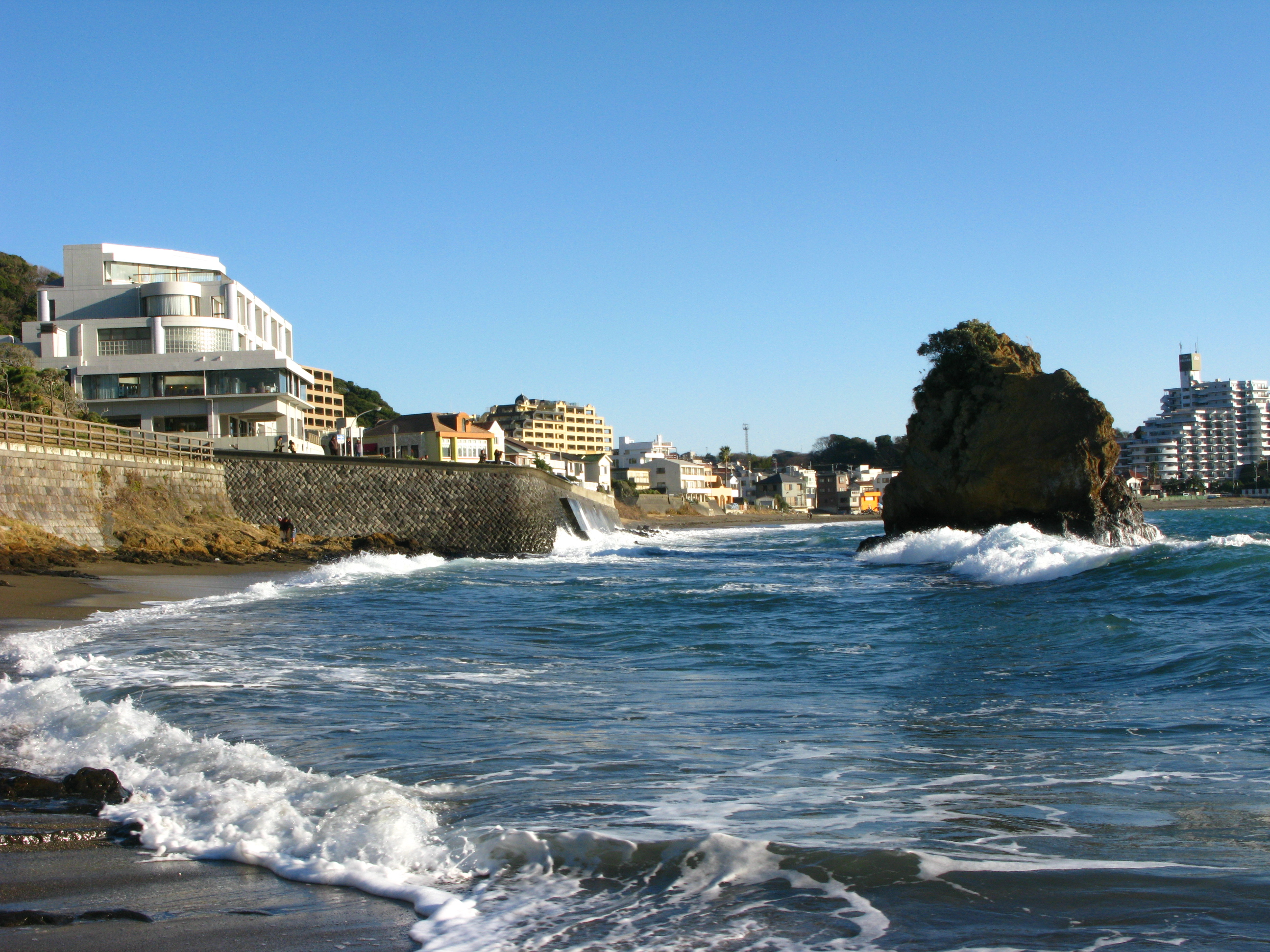
北側から見た立石と海岸
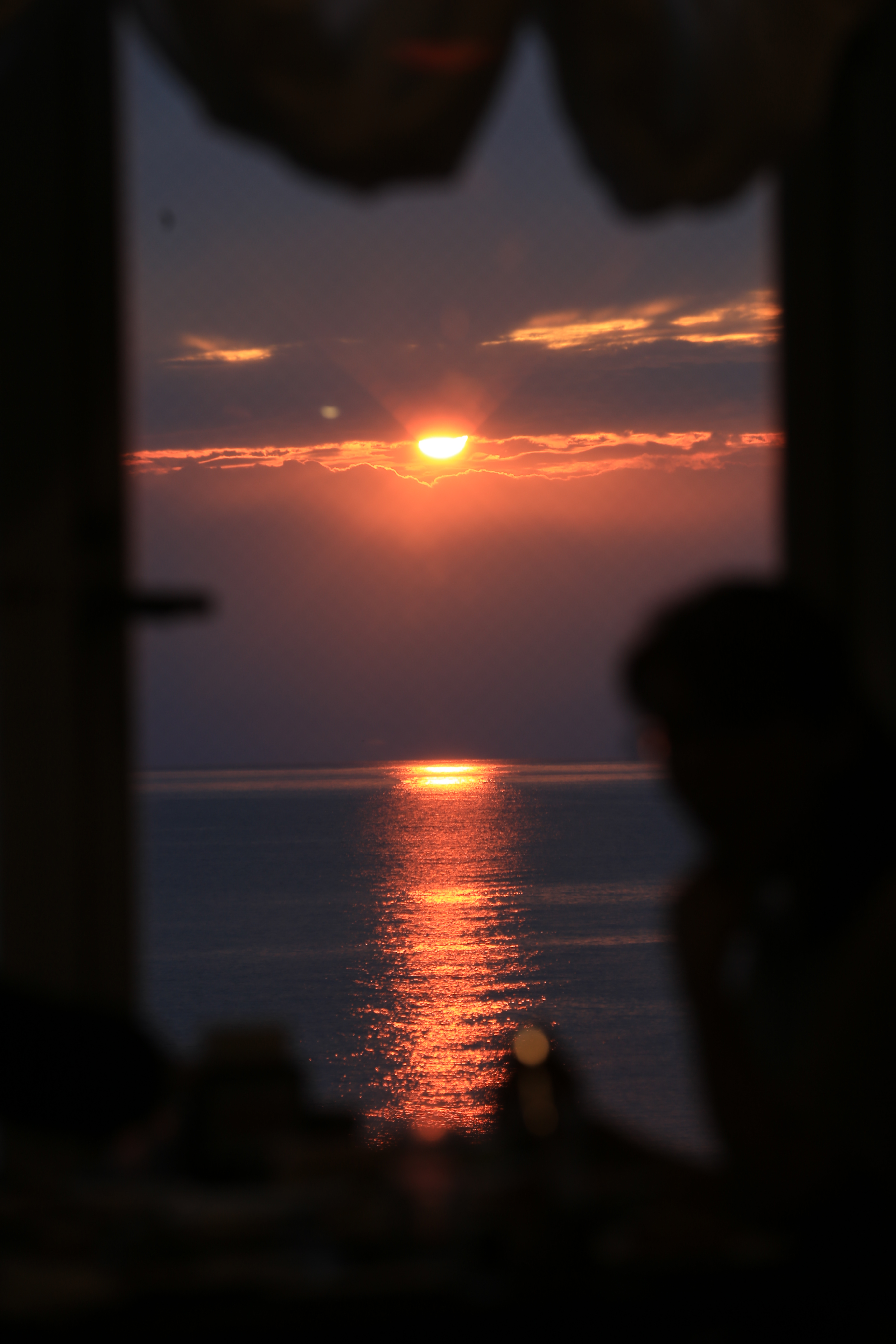
南側に併設されているフランス料理店から見た日の入り